# Manfréda z Pirovana

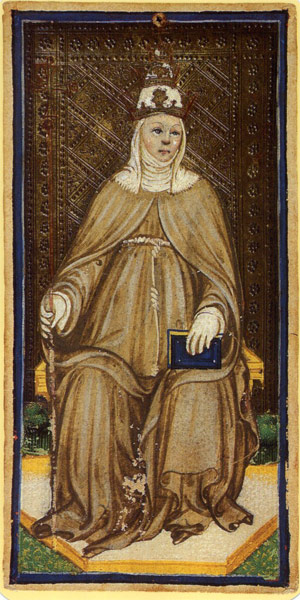
Ženská papežka
v představě malíře
z 15. století.

Manfréda z Pirovana (též Maifreda, Mayfreda) byla řeholnice prvního řádu humiliátů, mystička a feministka. Proslula jako následovnice Vilemíny České a po její smrti v roce 1281 nebo 1282 vůdčí osobnost kongregace vilemínitů. Hlásala osvobození Židů a Saracénů. Byla obviněna z kacířství a inkvizicí v září roku 1300 na hranici upálena.

## Původ a život
Manfréda pocházela ze  lombardské patricijské rodiny Pirovano, která měla vazby k rodu Viscontiů, vládnoucímu rodu Milána. Byla dcerou jednoho ze synovců (praneteří) arcibiskupa Umberta IV. z Pirovana a sestřenicí mocného aristokrata Mattea Viscontiho, který se mimo jiné proslavil svou protipapežskou politikou. 
V blíže nespecifikované fázi života, asi roku 1260 Manfréda vstoupila do kláštera sv. Kateřiny řádu humiliátů. Proslula jako následovnice cisterciácké řeholnice Vilemíny České z Chiaravalle. Po její smrti v roce 1281 nebo 1282 se stal vůdčí ženskou osobností řádu humiliátů. Jako příslušnice žebravého řádu se volně pohybovala po městě, veřejně vystupovala a založila vlastní kongregaci. Kázala především v řeholním domě Biassono a v domech přívrženců vilemínitů. Hlásala rovnoprávnost žen řeholnic s muži, povýšila se na kněze, podávala při mši hostie, přinesené z Vilemínina hrobu, kde byly konsekrovány. 
Dala se uctívat jako objekt kultu vilemínitů. V roce 1284 ji inkvizitor Fra Maifredo da Dovera v Miláně poprvé obvinil z kacířství a zahájil proti ní a některým dalším exponentům hnutí proces. Ti kteří se jejího učení zřekli, vyšli beztrestně. Aktivity Manfrédy a jejích přívrženců trvaly další desetiletí, až roku 1296 milánský inkvizitor Fra Tommaso da Como znovu zahájil vyšetřování. 
Neděli velikonoční 10. dubna 1300 sloužilaa Manfréda slavnou pontifikální mší ambroziánského obřadu jako kněz, přisluhoval jí kněz Andrea Saramita, asistovaly její jáhni, jáhenky a subjáhenky za přítomnosti několika stovek věřících.
19. dubna svolal inkvizitor Guido de Cocconato nové zasedání, a 20. července zahájil se zajatými aktéry nový proces. V jedenácti „imbreviaturách“ notáře jsou zaznamenány výslechy svědků a obviněných z kacířství. Úkolem inkvizice bylo podle dekretů papeže Bonifáce VIII. vymýtit kacířství, přesměrovat heretiky k pravé víře a kdykoliv to bylo účelné, použít mučení a vyhrožování smrtí. Neúplné záznamy z procesu se dochovaly, mj. šedesát pět výpovědí od třiatřiceti lidí. U soudu Manfréda 6. srpna nejprve veškerou vinu svalovala na svého spolupracovníka Andreu Saramitu. Obvinila ho, že skutečný vůdce heretiků je on. Dne 20. srpna se však na nátlak inkvizitora přiznala a přijala část viny (o mučení nejsou záznamy, ale neúplně dochovaná akta procesu to nevylučují)
V září roku 1300 byla Manfréda na hranici upálena.

## Manfréda v historii vilemínitů
Manfréda z Pirovana se stala vůdčí osobností a jednou ze zakladatelek kultu vilemínitů. Její působení v tomto hnutí se odhaduje na 20 let, od samého jeho počátku po Vilemínině smrti roku 1281 do roku 1300, kdy byla Manfréda upálena. Manfréda svým působením přispěla k rozšíření kultu. Podobně jako Vilemína soustřeďovala kolem sebe mnoho následovníků. Vilemínité jí přidělili titul papežky a při obřadních činnostech vystupovala oděna v papežském rouchu. Inkviziční spis uvádí výpovědi vyslýchaných, kdy při jednom z rituálů dochází k líbání Manfrédiných rukou a nohou, na oplátku jim požehnala a podala hostii. Dále je Manfrédě připisováno autorství litanií Ducha svatého, složených ke cti a chvále Vilemíny.
Manfréda byla mezi vilemínity chápána různě, což je dáno rozdělením kultu mezí starší a mladší následovníky. Starší následovníci měli možnost poznat Vilemínu osobně, což mělo vliv na pojetí Manfrédiny autority. Ze starších členů líbal Manfrédě ruce a nohy jediný, a sice Ondřej Saramita. Mladší členové tak činili všichni. Manfrédinu osobnost v tomto hnutí je třeba chápat jako autoritu vnitřní a soukromou, působící hlavně na hostinách nebo v domě humiliátek, jehož byla představenou, nikoli jako veřejně vystupující osobnost, která by vyhledávala nové členy.

## Manfréda v učení vilemínitů
Manfréda byla považována za zástupkyni Vilemíny na zemi. Její úkol byl podle vize vilemínitů ustanovit feminizovanou církev a na hlavní církevní posty dosadit ženy. Dále po udělení papežského titulu měla stejně jako sv. Petr pověřený Ježíšem kázat v Miláně a poté v Římě. Po usednutí na papežský stolec se měla zasloužit o očištění církve a pokřtění Židů, Saracénů i ostatních lidí stojící mimo římskou církev. Během Manfrédiny funkce papežky vize vilemínitů zahrnovala sepsání nových evangelií, kterými měla být nahrazena evangelia stará.